# Guds drömmare
Guds drömmare är den svenska författaren Alfhild Agrells enda roman, utgiven 1904 på Skoglunds bokförlag.

## Handling
Boken handlar om den unge prästen Åke Ellison som lämnar Stockholm för att arbeta i en jämtländsk landskyrka. Där träffar han den unga Margareta som tillbringar sommaren i byn tillsammans med sin familj. De blir förälskade i varandra och kärleken vacklar mellan åtrå och syskonvärme.
Margareta återvänder efter sommaren till hemstaden Stockholm. När Åke får höra att hon upptäckts som ett musikaliskt geni och ska ge konsert reser han dit. Han är också oroad över hennes religiösa hängivenhet.
Åke inser att kärleken mellan honom och Margareta aldrig kan komma att förverkligas i ett förhållande. Han förlovar sig därför med Dagmar och återvänder norrut. Väl där nås han av beskedet att Margareta ligger för döden. Han reser snabbt till Stockholm och hinner träffa Margareta innan hon dör i hans armar. Dagmar inser att hon och Åke inte har någon framtid tillsammans och bryter förlovningen. Åke lämnar sitt prästämbete för att kunna förverkliga den vision om kyrkan och gudstron som Margareta gett uttryck för i sitt avskedsbrev.

## Om boken
Agrell såg Guds drömmare som sin mest angelägna litterära satsning. Detta återspeglas i den intensitet och det engagemang som boken vittnar om. Boken låg klar för tryckning i juli 1903 och utkom knappt ett år senare på Skoglunds bokförlag.
Huvudpersonen i Guds drömmare, Margareta Åkerlind, liknar till stor del Agrells egen mor Carolina Margareta Martin, född Adolphson. Margaretas far, urmakaren Erik Åkerlind, baserades till viss del på Agrells far Erik Johan Martin, född Eriksson. Agrell dedikerade också romanen till sina föräldrar och undertecknade med sitt flicknamn, Alfhild Martin: "Till minnet av mina föräldrar. I kärlek."

## Mottagande
I Svenska Dagbladet 1904 skrev Oscar Levertin en i huvudsak uppskattande recension av Guds drömmare. Han kallade verket för "egendomligt" och ansåg det "romanaktigt i god och dålig mening". Han tyckte det var "spännande, fastän med medel som verkar gammaldags..." Han fortsatte: "Verkligt vackra grepp och föråldrade schabloner möts sida vid sida i denna ojämna bok, äkta känsla och litterär sentimentalitet". Han tyckte att språket ibland utvecklades till "en sagostil" men ansåg också att det ibland präglades av "koncis styrka". Lite senare skrev han "Det ligger någon tagande schvung över det hela, som gungar en över orimligheterna."
I tidskriften Dagny 1904 kallade Fanny Ekenstierna romanen för "ungdomlig" både i sin "friskhet och kraft" såväl som i sina brister, "sitt bisarreri, sin fladdrande, oroliga framställning och sina fantastiska typer". Hon skrev att hon följde berättelsen "med aldrig slappnat intresse". Vidare ansåg Ekenstierna att flera av romanfigurerna var onödiga och "löst inkastade i berättelsen".
John Atterbom var i Göteborgs Handels- och Sjöfartstidning 1904 kritisk till romanen och menade att "Författarinnan har inte lyckats åskådliggöra den andliga mekanismen hos det egendomliga slag av människor som hon kallat "Guds drömmare"".
I Finsk Tidskrift 1905 skrev Bernhard Estlander att Agrell frestat "gripa sig an med en uppgift, som överstiger hennes krafter." Han ansåg att gestalterna är "mer drömbilder än gripna ur livet" och avslutade sin recension med orden: "Det oaktat skall läsaren, för bokens högstämda anläggning och många poetiska tankar tacksamt glömma de brister, som den svåra uppgiftens utförande haft med sig".
I Ord och Bild 1905 recenserade Klara Johanson boken. Artikeln var dock inte bara en recension utan också ett porträtt över Agrells hela författargärning. Hon kallade Guds drömmare för "avstickande" och utnämnda den till Agrells "egendomligaste" och "individuellaste" litterära gärning.
I samband med att boken utkom i en nyutgåva 2009 recenserades den av Anna Williams. Hon kallade boken för "ambitiös men oformlig" och menade att "man blir inte klok på vart berättelsen egentligen är på väg".

## Utgåvor
- Guds drömmare. Stockholm: Skoglund. 1904. Libris 1721445
- Guds drömmare ([Ny utg.] /kommenterad av Oscar Levertin ...). Umeå: Atrium. 2009. Libris 11569404. ISBN 9789186095031